# Almejas y mejillones
Almejas y mejillones es una película de coproducción entre Argentina y España protagonizada por Leticia Brédice, Jorge Sanz y Antonio Gasalla. Fue estrenada el 17 de agosto de 2000.

## Argumento
En plena época de fiesta y desenfreno por los carnavales, Rolondo (Jorge Sanz), un biólogo marino, alquila una casa frente al mar en Tenerife, para estudiar el comportamiento sexual de los mejillones en plena época de apareamiento.
Sin embargo, debido un error, al llegar a la casa Rolondo no encuentra la casa vacía sino que en ella aún se encuentra viviendo su anterior arrendataria: Paula (Leticia Brédice), una periodista argentina que debía varios meses de renta pero que, por misteriosas razones, jamás había recibido la orden de desahucio.
Paula se niega a abandonar la casa alegando que tiene problemas personales y además falta de dinero, por lo que, pese a la negativa de Rolondo, ambos se verán forzados a convivir bajo el mismo techo.
Ella es una muchacha de vida libre, desprejuiciada, poco ordenada y muy promiscua, que se mantiene económicamente gracias al dinero que obtiene jugando partidas clandestinas de póker junto con su amigo homosexual Freddy (Antonio Gasalla). Todas esas características se contrapondrán la extrema pulcritud, prolijidad, meticulosidad y los valores tradicionalistas de Rolondo, lo cual hará que haya fricciones y choques entre ellos permanentemente.
Sin embargo, pese a las diferencias entre ellos, Rolondo poco a poco irá enamorándose de ella, sin saber sobre una particularidad de Paula: ella es lesbiana.
Pese a que Paula no tiene el más mínimo interés en los hombres, la llegada de Rolondo tal vez le hará replantearse por primera vez en su vida su orientación sexual.

## Personajes
Paula (Leticia Brédice): Es una periodista argentina que se encuentra desocupada y con poco dinero por un problema con su antigua jefa.
Originariamente vivía con Inma, su pareja, en una casa que alquilaron ambas para vacacionar en Tenerife. Sin embargo, cuando Inma rompe con ella, abandona la casa y la deja sola viviendo en ella. A partir de ahí, Paula se vuelve una muchacha malhumorada y algo resentida, especialmente porque aún continúa enamorada de Inma.
Destesta a Rolondo, especialmente porque se siente invadida por él y por sus cosas.
Es muy desprejuiciada y no tiene problemas de pasearse desnuda adelante de cualquiera, ni siquiera de Rolondo a quien, a pesar de detestar, vive provocando constantemente por pura diversión, hasta que Rolondo finalmente descubre su juego y que en realidad es lesbiana.
Posteriormente reanuda su relación con Inma, pero a pesar de ser lesbiana se irá sintiendo atraída por Rolondo poco a poco.

Rolondo (Jorge Sanz): Es un biólogo marino español que se muda a Tenerife y alquila una casa frente al mar para estudiar el comportamiento sexual de los mejillones en época de apareamiento. Sin embargo, en la casa aún se encontraba viviendo Paula.
Aunque es un hombre bastante atractivo, es muy tradicionalista y conservador. No le interesa la diversión ni las fiestas que hay en Tenerife por los carnavales, sólo le interesa estudiar a sus mejillones.
Estuvo casado anteriormente, pero su esposa lo abandonó, y desde ahí se convirtió en un hombre solitario y totalmente abocado a sus estudios.
Pese a sus valores, inevitablemente se verá atraído por la belleza de Paula, quién con su extremo desparpajo y poco prejuicio, hará que Rolondo se tiente de acercarse a ella.

Freddy (Antonio Gasalla): Es un artista homosexual argentino que trabaja como drag queen en un bar gay de Tenerife llamado "Morocco".
Es el mejor amigo y confidente de Paula, y con ella, organizan partidas clandestinas de póker para ganarse la vida.
A pesar de su homosexualidad, tiene una hija de 18 años, Consuelo.

Inma (Silke): Es una joven bisexual, pareja de Paula. Originalmente convivía con Paula en la casa que posteriormente alquila Rolondo, pero, por una discusión, las dos se separan aunque luego vuelven a estar juntas.
De igual naturaleza desprejuiciada que Paula, es también muy atractiva y promiscua. Le da igual estar con hombres que con mujeres.
No se caen bien mutuamente con Rolondo, especialmente porque sospecha que Rolondo está enamorado de Paula, y esta última puede llegar a corresponderle.

Socorro (Loles León): Es la sobreprotectora hermana mucho mayor de Inma. 
No está de acuerdo con la relación lésbica que su hermana tiene con Paula, por lo que constantemente va a la casa de la última a exigirse que no se le acerque más a su protegida hermana menor.

## Elenco
- Leticia Brédice como Paula
- Jorge Sanz como Dr. Rolondo Irazábal/ Diana
- Antonio Gasalla como Fredy
- Loles León como Socorro
- Silke como Inma
- Divina Gloria como Samantha
- Gerardo Baamonde como Camarero
- Ernesto Claudio como Quique
- María Cárdenas como Consuelo
- La Barby como Barbie
- Deftler Boog como Dr. Zupnik
- Cecilia Sarli como Chica Guardarropa

- Datos: Q5125469